# Stavek
Stavek je jezikovna enota, ki je sestavljena iz več besed, zbranih okoli osebne glagolske oblike oziroma povedka. Je del povedi in osnovni pojem skladnje.
Poznamo tudi posebne oblike stavkov, ki nimajo osebne glagolske oblike:
- pastavki – so neglagolski stavki, ki niso nastali iz glagolskega (Da., Juhuhu!, Mitja!),
- polstavki – so nastali iz stavka z osebno glagolsko obliko (Tine Novak, stanujoč v Ljubljani, je imel prometno nesrečo.).